# Yoshi
Yoshi — викопний рід шаблезубих кішок-махародонтів у трибі Metailurini. Скам'янілості були описані з турольських відкладів епохи міоцену на Балканському півострові в 2014 році, а зразки з Китаю, вважають, належать Метайлуру. Назва походить від імені домашнього кота головного автора. Він був описаний як потенційний синонім Metailurus, хоча наразі це важко підтвердити. Типовий екземпляр — це череп, який має надзвичайну схожість із сучасним гепардом. Йоші є проміжним за розміром між риссю та пумою, і, ґрунтуючись на кількох ще неопублікованих скелетах (станом на 2014 рік), він, можливо, мав схожий спосіб життя з гепардом, себто краще створений для швидкості та швидкого переслідування, ніж більшість інших махайродонтів, які були більше пристосовані для засідки та полювання на великих, відносно повільних тварин.